# Frederik Weis
Frederik Anton Weis, född 28 november 1871 vid Århus, död 12 juli 1933, var en dansk växtfysiolog.
Weis tog magisterkonferens i växtfysiologi 1897 och blev filosofie doktor 1902 på avhandlingen Studier över proteolytiske enzymer i spirende byg. Han var 1898–1905 assistent vid Carlsberg Laboratorium samt blev 1904 docent i bakteriologi och 1905 professor i växtfysiologi vid Landbohøjskolen.
Åren 1898–1901 utgav Weis (tillsammans med Johannes Schmidt) läroboken Bakterierne, kom därefter in på studiet av jordbakterier och utgav (tillsammans med Peder Erasmus Müller) Studier over skov- og hedejord (tre band, 1905–13). Genom arbetet med jordmånsbiologin kom han in på biologin som helhet, och 1909–11 utgav han Livet og dets love. En fremstilling af den almindelige biologi (ny upplaga 1923). Han skrev vidare en mängd avhandlingar och småskrifter av populärnaturvetenskapligt innehåll och tog ledande del i striden mot förbudsrörelsen.